# Arabia Mountain
Arabia Mountain è il sesto album in studio della band garage punk americana Black Lips, pubblicato il 7 giugno 2011. L'album è stato scritto e registrato nell'arco di nove mesi da marzo 2010 a gennaio 2011. Lockett Pundt ha prodotto Bicentennial Man e Go Out and Get It, mentre Mark Ronson è stato responsabile della produzione del resto. La produzione di Ronson è stata condotta prima negli studi di Brooklyn, ma completata ad Atlanta, città natale dei Black Lips, a causa di limiti di tempo. Il video musicale del primo singolo, Go Out and Get It, è stato rilasciato il 2 marzo. Il video musicale del secondo singolo, Modern Art, è stato rilasciato il 5 aprile. New Direction è stato reso pubblico da Rolling Stone il 16 maggio. Il video musicale di Raw Meat è stato scelto da Pitchfork in The Top Music Videos of 2011.

## Recensioni
Arabia Mountain ha ricevuto recensioni "generalmente positive" da parte della critica. Su Metacritic, che assegna una valutazione media ponderata su 100 alle recensioni delle pubblicazioni tradizionali, questa pubblicazione ha ricevuto un punteggio medio di 80 sulla base di 25 recensioni. Su AnyDecentMusic?, la pubblicazione ha ricevuto un punteggio di 7,7 su 10 sulla base di un consenso critico di 24 recensioni

## Licenze tracce
New Direction è stato presentato sul canale televisivo AMC. The Lie è presente nella colonna sonora di Need for Speed: The Run.

## Tracce
1. Family Tree – 2:36 (Alexander)
2. Modern Art – 2:04 (Swilley)
3. Spidey's Curse – 2:49 (Alexander)
4. Mad Dog – 2:02 (Swilley)
5. Mr. Driver – 2:49 (Alexander)
6. Bicentennial Man – 2:19 (Bradley)
7. Go Out and Get It – 1:55 (Bradley)
8. Raw Meat – 1:48 (Alexander)
9. Bone Marrow – 2:52 (Swilley)
10. The Lie – 3:13 (Bradley)
11. Time – 2:46 (St. Pe)
12. Dumpster Dive – 2:23 (Alexander)
13. New Direction – 2:29 (Swilley)
14. Noc-a-Homa – 2:00 (Swilley)
15. Don't Mess Up My Baby – 2:45 (Alexander)
16. You Keep On Running – 4:25 (Alexander)
17. Kiss It Goodbye ([iTunes Bonus Track]) – 3:38